# Música drone
Música drone ou Drone music é um estilo musical minimalista, que enfatiza o uso de sons sustentados ou repetidos, notas ou clusters de tons - chamados drones, que podem ser caracterizados tanto por pedais quanto por modulação eletrônica. É tipicamente caracterizada por longos programas de áudio, com ligeiras variações relativamente harmônicas ao longo de cada parte em relação a outras músicas. La Monte Young, um dos seus criadores em 1960, definiu em 2000 como "o ramo do tom sustentado no minimalismo."
Drone music também é conhecido como drone-based music, drone ambient ou ambient drone, dronescape, por seu nome moderno, dronology e, muitas vezes simplesmente como drone. Contudo, hoje, o drone é encontrado nos mais variados gêneros músicas, da música eletrônica ao metal (drone metal)
Entre os artistas que exploraram a drone music desde os anos 1960 podemos incluir:
- Theater of Eternal Music (ou The Dream Syndicate: La Monte Young, Marian Zazeela, Tony Conrad, Angus MacLise, John Cale, et al.)
- Charlemagne Palestine
- Eliane Radigue
- Kraftwerk
- Klaus Schulze
- Tangerine Dream
- Sonic Youth
- The Velvet Underground
- Robert Fripp e Brian Eno
- Robert Rich
- Steve Roach
- Stars of the Lid
- Earth
- Coil
- Sonic Boom
- Phill Niblock
- Sheila Chandra
- Sunn O))).